# Alejandro Estivill Castro
Alejandro Ives Estivill Castro (Ciudad de México, 26 de mayo de 1965) es un diplomático y novelista mexicano, especialista en literatura mexicana del siglo XX. 
Es licenciado en Literatura Hispánica por la Universidad Nacional Autónoma de México, maestro y doctor en Literatura por El Colegio de México y maestro en Estudios Diplomáticos.
En 1999, participó en el taller que dio origen a la Generación del crack, por lo que colaboró con Jorge Volpi, Ignacio Padilla y otros en el libro Variaciones sobre un tema de Faulkner.
Ha impartido cátedra en la Universidad de Harvard, Instituto Tecnológico y de Estudios Superiores de Monterrey (ITESM).
Ingresó al Servicio Exterior Mexicano en 1993, donde se desempeñó como asesor especial del Secretario de Relaciones Extranjeras, agregado en asuntos políticos para la Embajada de México en Costa Rica, jefe de personal del Subsecretario de Relaciones Extranjeras Enrique Berruga; director general de Asuntos Culturales (2005-2007) y director general para América del Norte hasta 2011 cuando fue nombrado jefe de Misión adjunto de la Embajada de México en Londres donde fungió como encargado de negocios durante 2013, luego de la salida del embajador Eduardo Medina Mora. 
En 2016 asume el cargo de Cónsul General de México en Montreal, Canadá, que ocupó hasta 2024, cuando fue designado y ratificado como Embajador Extraordinario y Plenipotenciario ante la República Democrática Federal de Etiopía donde lleva las concurrencias ante la República de Djibouti, la República Federal de Somalia y la República de Sudán del Sur. Es igualmente representante de México como observador ante la Unión Africana. 
En 2014 fue nombrado Jefe de Cancillería de la Embajada de México en Estados Unidos donde también se desempeñó como Encargado de negocios ad interim de febrero a septiembre de 2015, tras la renuncia de Eduardo Medina Mora como Embajador, para incorporarse como Ministro en la Suprema Corte de Justicia de la Nación. ..
Destaca por su trabajo como novelista con obras como El hombre bajo la piel y su novela Alfil. Los tres pecados del elefantefue finalista en el I Premio Akrón de Novela Negra 2017 y galardonada con el Premio Especial del Jurado. Posteriormente fue seleccionado por concurso para la publicación en Bogotá, Colombia de su novela El lugar de los descarnados en la que realiza un homenaje, dentro de una trama detectivesca, a la Ciudad de México como personaje mismo en una obra de ficción. En 2023 publicó la novela negra Los fragmentarios.
Ha sido colaborador de revistas especializadas con artículos sobre política exterior, cultura y más específicamente crítica literaria. Entre sus textos académicos destacan “Diplomacia y coordinación política ante una lógica mundial de flujos”, en Los retos de la Política Exterior de México en el Siglo XXI, IMRED / SRE; “México en el punto de inflexión de la reforma de Naciones Unidas: una visión desde la filosofía del derecho" en Los retos de la Política Exterior de México en el Siglo XXI, IMRED / SRE; o “México y Centroamérica: reflexiones sobre las imágenes y la cohesión cultural mesoamericana”, en México y Centroamérica, FLACSO. Algunos de sus textos pueden encontrarse en la Revista de la Universidad Nacional Autónoma de México, la revista Revuelta o la revista Hispanophone.  

## Obras
- Un Tirso lúdico (UNAM, Facultad de Filosofía y Letras, 1989)
- Variaciones sobre un tema de Faulkner (con Jorge Volpi, Ignacio Padilla y Eloy Urroz)
- En la mirada del avestruz y otros cuentos
- El hombre bajo la piel (México, D.F. Plaza y Janés, 2002)
- Alfil. Los tres pecados del elefante (León, Criticón, 2017)
- El lugar de los descarnados (Bogotá, Nueve editores, 2021)
- Los fragmentarios (México, Trajín, 2023)